# Luigj Bumçi
Luigj Bumçi (nevének ejtése luiɟ bumt͡ʃi; Shkodra, 1872. november 7. – ?, 1945. március 1.) albán politikus, római katolikus főpap, 1920–1921-ben a Legfelsőbb Tanács tagja. Pashko Vasa (1825–1892) politikus, költő, író unokaöccse.

## Életútja
Szülővárosában végezte el a kereskedelmi technikumot, majd kereskedőként kezdte meg pályafutását. Húszévesen a papi hivatás felé fordult, s a Propaganda Fide római szemináriumának elvégzése után, 1903. május 3-án szentelték pappá. 1911. december 10-én a Lezhai egyházmegye püspökévé szentelték.
1918 decemberében a Turhan Përmeti vezette durrësi székhelyű kormány tagja lett. 1919 során az albán delegáció tagjaként jelen volt a párizsi békekonferencián. 1920 januárjában részt vett az ország közjogi helyzetét rendező lushnjai kongresszuson, s január 30-án – mint az albániai római katolikus közösség képviselőjét – az államfői jogköröket gyakorló négytagú Legfelsőbb Tanács egyik tagjává választották. Közéleti szerepvállalása ellenérzéseket keltett vatikáni körökben. Egyházi elöljárói a lelkipásztori szolgálathoz való visszatérésre szólították fel a püspököt, Bumçi azonban továbbra is aktívan politizált. Miután a Legfelsőbb Tanács egy másik tagjával, Aqif Elbasanival együtt korábban meghiúsította az ambiciózus Amet Zogu politikai törekvéseit, majd részt vett a zogista Pandeli Evangjeli első kormányának megbuktatásában, a Zogu befolyása alá került nemzetgyűlés 1921. december 22-én lemondatta posztjáról Bumçit és Elbasanit. Bumçi házát és lezhai templomát Zogu által felbérelt mirdita törzsbeli albánok felgyújtották, Bumçi pedig 1922-től két éven keresztül száműzetésben, emigrációban élt.
Végül 1924-ben tért vissza lezhai eklézsiája élére. Amikor Olaszország 1939-ben annektálta hazáját, Bumçi minden befolyását latba vetette, hogy az észak-albániai Dukagjin és Malësia e Madhë vidékének katolikus törzsei támogassák az olasz megszállókat céljaik elérésében. 1944-ben, a kommunista hatalomátvételt követően eltávolították püspöki székéből. Rendőrségi vizsgálati fogsága során kínzói agyonverték.